# القصيبة (كركل)
القُصَيْبَة بلدة ريفية موريتانية تقع في مقاطعة القصيبة في ولاية كركلّ الواقعة في جنوب موريتانيا، وتُمثل بلدة القصيبة عاصمة مقاطعة القصيبة.

## الموقع
تقع بلدة القصيبة في مقاطعة القصيبة الواقعة في وسط منطقة كركل في موريتانيا، وتبلغ مساحتها 1184 كيلومتر مربع، وهو ما يجعلها أكبر بلديات المنطقة من حيث المساحة، ويحدها من جهة الشمال بلدية أزكليم التياب، ويحدها من جهة الشرق بلدية شليخة التياب وبلدية فم القليتة، ويحدها من جهة الغرب بلدية جول وبلدية كانكي، بينما يحدها من جهة الجنوب بلدية تفوندي سيفي وبلدية توكوماجي.

## السكان
شهدت بلدة القصيبة نموًّا سكانيًّا ملحوظًا خلال القرن الحادي والعشرين، حيث ارتفع عدد سكان البلدة من 14908 نسمة في عام 2000، إلى 22453 نسمة في عام 2013 بمُعدل نمو سنوي بلغ 3.4٪على مدى 13 عامًا.

## التاريخ
اعتُبرت القصيبة مدينة بموجب المرسوم الصادر في 20 أكتوبر عام 1987 بشأن تأسيس البلديات الموريتانية. هُناك بلديتان تحملان اسم القصيبة في موريتانيا، إحداهما في ولاية كركل والأخرى في ولاية الترارزة، لذا أضيف إلى كلّ منهما رقم لتميزهما عن بعضهما البعض فأصبح هناك بلدة تُعرف باسم القصيبة 1 وبلدة تُعرف باسم القصيبة 2.

## الإدارة
اعتمدت الحكومة الموريتانية في 8 سبتمبر (أيلول) عام 2021 مشروع مرسوم تم بموجبه إنشاء ست مقاطعات جديدة في جميع أنحاء البلاد، وكانت مقاطعة لكصيبة واحدة من بين هذه المقاطعات الست. أدى هذا المرسوم إلى أن تتبع بلدة القصيبة إداريًّا المُقاطعة الجديدة بعدما كانت تابعة إداريًّا لمقاطعة كيهيدي. قوبل هذا القرار بالكثير من التقدير كبير من السكان والسلطات المحلية في بلدة القصيبة على السواء.

### قائمة حكام البلدة
| اسم العمدة     | تاريخ تولي المنصب | تاريخ ترك المنصب           |
| -------------- | ----------------- | -------------------------- |
| مصطفى كين      | 2013              | 2018                       |
| محمد ديمبا مبو | 2018              | لا يزال في المنصب حتى الآن |

## الاقتصاد
تُشكل الزراعة النشاط الاقتصادي الرئيسي لسكان بلدة القصيبة مثلهم في ذلك مثل سكان جميع البلدات الموريتانية الموجودة في المنطقة تقريبًا. ومع ذلك فلا يزال اقتصاد البلدة متواضعًا وهش بسبب ما يواجهه من عقبات تُعرقل محاولات تنميته، ولا سيما الظروف المناخية أو قلة الإمكانيات المتوفرة للمزارعين. وفي سبيل للتغلب على هذه المعوقات، قامت الحكومة الموريتانية بالتعاون مع المنظمات غير الحكومية المختلفة لتمويل عدد من المشاريع التي تُساعد على تحسين الظروف المعيشية لسكان البلدة.